# 부초법
부초법이란 작물이 잘 자라도록 짚이나 풀 따위를 덮어주는 토양 관리법이다. 멀칭이라고도 한다.
흙 위에 덮어줄 수도 있고 작물 위에도 덮어줄 수 있다. 그 효과는 비바람으로부터 흙이 쓸려 나가는 것을 막아준다. 또한 수분이 증발되는 것을 막을 수 있다. 그러나 병해충이 번식하기 쉬운 것이 단점이다. 그것을 덮어주는 재료는 비닐, 짚, 건초, 왕겨, 톱밥, 부직포 등 다양하다.